# Уоттс, Филип
Филип Уоттс (англ. Philip Watts; 30 мая 1846, Детфорд — 15 марта 1926, Лондон) — британский инженер-кораблестроитель, в 1902—1912 годах занимал пост главного строителя Королевского флота. Создал множество проектов броненосцев, линкоров и крейсеров. Наибольшую известность ему принёс проект «Дредноут».

## Биография
Филип Уоттс родился в Детфорде, графство Кент, 30 мая 1846 года в семье кораблестроителя, который работал на казённой верфи в Портсмуте. В 1860 году Филип Уоттс поступает работать на эту верфь учеником плотника. Успешная работа на верфи, а также достижения в школе, действовавшей при этом предприятии привели к зачислению Уоттса в число студентов, которые проходили обучение при Адмиралтействе. С 1870 года он становится наблюдателем от Адмиралтейства за постройкой кораблей на частных верфях. Филип Уоттс также участвует в проведении теоретических расчётов в области судостроения и работал под руководством Уильяма Фруда. Далее Уоттс занимал должности помощника строителя на казённой верфи в Пембруке, затем возглавлял отдел расчётов в Адмиралтействе. Затем, до 1885 года Уоттс занимал должность строителя на казённой верфи в Чатеме и снискал высокую репутацию.

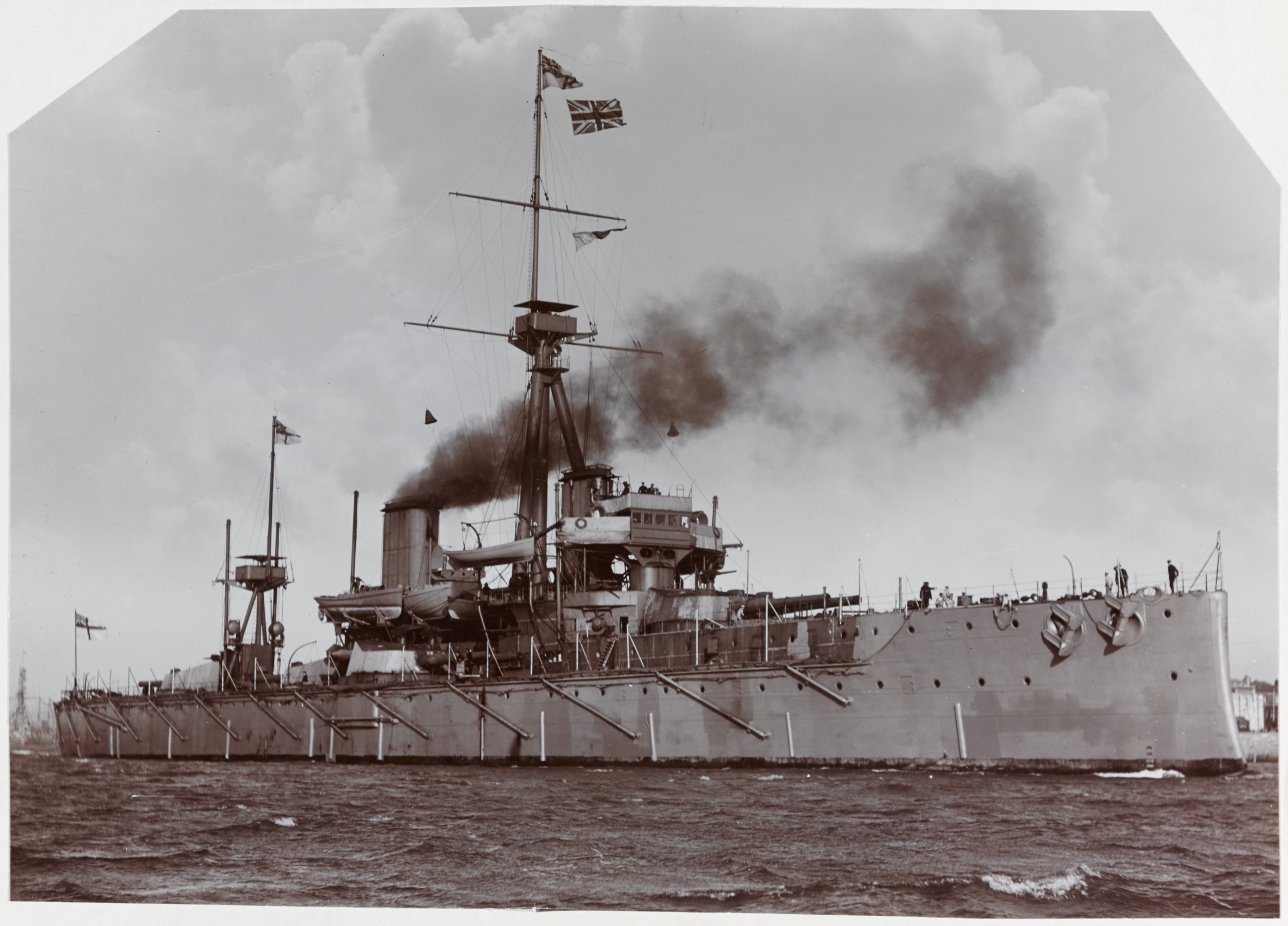
«Дредноут» — самое знаменитое творение Уоттса.

В мае 1885 года Филип Уоттс покинул службу в Адмиралтействе и перешёл на работу в компанию «Армстронг», где заменил Уильяма Уайта на посту руководителя судостроительного отдела компании в Элсвике. За время работы в этой компании Уоттс создал множество проектов военных кораблей, главным образом для экспортных поставок. Именно при нём окончательно сложился тип «элсвикского крейсера», широко востребованного флотами многих стран.
В 1902 году Филип Уоттс заменил Уильяма Уайта на посту главного строителя Королевского флота. На этом посту, в тесном сотрудничестве с адмиралом Фишером, Уоттс создал свои самые известные проекты — «Дредноут» и «Инвинсибл», ставшие родоначальниками классов линкоров и линейных крейсеров соответственно. Всего под руководством Уоттса было спроектировано и построено 29 линкоров и линейных крейсеров, а также значительное количество крейсеров и эсминцев.
В 1912 году Филип Уоттс покинул пост главного строителя Королевского флота, но до 1916 года консультировал Адмиралтейство по различным вопросам. Был председателем Технического комитета по восстановлению «Виктори» в её «трафальгарском» виде. В 1916 году Уоттс вернулся в компанию «Армстронг», став управляющим её заводами, и занимал эту должность до самой смерти, которая последовала 15 марта 1926 года в Лондоне.